# Temperament
Temperament is een heel basale persoonlijkheidstrek die al in de vroegste kinderjaren blijkt en tot de aanleg van een individu behoort en tot op zekere hoogte erfelijk is. Het gaat daarbij om eigenschappen zoals de felheid waarmee op prikkels wordt gereageerd, het algemene energie- en activiteitsniveau en de mate van introversie of extraversie. Er bestaan in de psychologie verschillende indelingen van temperamentverschillen; er is dus niet één bepaalde indeling die algemeen aanvaard wordt, maar het meest gebruikelijke dat sinds de jaren tachtig van vorige eeuw wordt gebruikt is wellicht dat van de Big Five. 
Er wordt ook vaak gesproken van karaktertrekken of persoonlijkheidsdimensies, begrippen die soms nogal losweg door elkaar worden gebruikt of die elkaar in belangrijke mate overlappen. Wel spreekt men algemeen sneller van karakter of temperament om te verwijzen naar aangeboren en relatief stabiele basiseigenschappen en dat in tegenstelling tot eigenschappen die zijn aangeleerd of voortvloeien uit interactie met de omgeving, al hangt de visie die men daarop heeft dan weer vaak samen met de positie die men inneemt in het nature-nurture debat, de vraag in welke mate de erfelijkheid en de omgeving een rol speelt bij de ontwikkeling van een persoonlijkheid.
In de Griekse oudheid waren de temperamenten oorspronkelijk de vier persoonlijkheidstypen: het sanguïnische, flegmatische, cholerische en melancholische temperament, nauw verbonden aan de antieke leer van de vier humores. Deze vier oude typen hebben tot in het halverwege de 19 de  eeuw een rol gespeeld in de geneeskunde, maar in sommige disciplines, met name in de psychiatrie, de psychologie en de letteren, is hun invloed blijven gelden tot het begin van de 20ste eeuw. 

## Hippocrates' temperamentenleer
Hippocrates was ervan overtuigd dat gezondheid bij de mens afhing van de balans tussen lichaamssappen; onbalans zou ziekte veroorzaken. Dit is de leer der humores. Hij dacht dat een overheersing van een van de vier lichaamssappen, bloed, slijm, gele gal en zwarte gal, kon leiden tot een bepaald karaktertype. De vier temperamenten zijn:
De sanguinicus: Bij deze mensen overheerst het bloed (Lat. sanguis). Ze staan verbonden met lucht en zijn opgewekt en vrolijk, maar ook oppervlakkig, snel afgeleid en hebben veel interesses en hebben altijd tijd te kort.
De flegmaticus: Bij deze mensen overheerst het slijm (Gr. flegma). Ze staan verbonden met water en zijn rustig, kalm en reageren vaak onbewogen. Ze laten niet veel mensen toe, zijn dromerig en hebben veel tijd nodig.
De cholericus: Bij deze mensen overheerst de gele gal (Gr. cholè). Ze staan verbonden met vuur en zijn druk en opvliegend, maar ook vasthoudend en actief. Ze hebben een duidelijk doel, nemen de leiding en zijn gefocust op de toekomst.
De melancholicus: Bij deze mensen overheerst de zwarte gal (Gr. melas cholè). Zij staan verbonden met de aarde en zijn zwaarmoedig, somber en ernstig, maar ook zorgelijk. Ze houden van een overzicht, onthouden goed en denken veel na, vooral om te begrijpen.
De klassieke temperamentenleer is in de antroposofische geesteswetenschap vernieuwd en voor onze tijd praktisch toepasbaar gemaakt. Vooral in de vrijeschoolpedagogie en in de opvoedingsinstituten voor kinderen met een beperking (orthopedagogie) wordt de spirituele temperamentenleer veel gebruikt. Daarbij wordt onderscheid gemaakt tussen het temperament van de opvoeder en dat van het kind. 
Deze leer is wetenschappelijk achterhaald sinds de jaren 1850.
Een lied met tekst van Annie M.G. Schmidt en muziek van Harry Bannink gaat over het vrouwelijk temperament. Overigens komt temperament ook in het alledaagse spraakgebruik voor, bijvoorbeeld als van bepaalde paarden of auto's wordt gezegd dat zij een fel temperament hebben.